# اس‌اس لچورس (۱۹۴۲)
اس‌اس لچورس (۱۹۴۲) (به انگلیسی: SS Letchworth (1942)) یک کشتی بود که طول آن ۳۱۵ فوت ۴ اینچ (۹۶٫۱۱ متر) بود. این کشتی در سال ۱۹۴۲ ساخته شد.